# Basil Cho Kyu-man
Basil Cho Kyu-man (ur. 8 czerwca 1955 w Poch’ŏn) – koreański duchowny katolicki, biskup Wonju od 2016.

## Życiorys

### Prezbiterat
Święcenia kapłańskie otrzymał 26 sierpnia 1982 i został inkardynowany do archidiecezji seulskiej. Przez kilka lat pracował jako proboszcz w Yeonhidong, zaś w 1986 wyjechał na studia doktoranckie do Rzymu. W 1990 uzyskał tytuł doktora teologii dogmatycznej na Papieskim Uniwersytecie Urbaniana. Po powrocie do kraju rozpoczął pracę w seulskim seminarium, w którym pełnił funkcje m.in. wykładowcy, dyrektora biblioteki oraz dziekana studiów. W 2004 został sekretarzem wykonawczym koreańskiej Konferencji Episkopatu.

### Episkopat
3 stycznia 2006 został mianowany biskupem pomocniczym archidiecezji seulskiej ze stolicą tytularną Elephantaris in Proconsulari. Sakry biskupiej udzielił mu 25 stycznia 2006 arcybiskup metropolita Seulu - kardynał Nicholas Cheong Jin-suk.
31 marca 2016 papież Franciszek minował go biskupem ordynariuszem diecezji Wonju.